# Рене Лафорг
Рене Лафорг (на френски: René Laforgue) е френски психиатър и психоаналитик, основател и първи председател на Парижкото психоаналитично общество (1926), пионер на психоанализата в Мароко.

## Биография
Роден е на 5 ноември 1894 година в Тан, Елзас, Германия (днес Франция). Учи медицина във Фрайбург и Берлин, където се запознава с трудовете на Фройд, с който по-късно поддържа кореспонденция. През 1919 г. Лафорг публикува статия за възможностите на психоаналитичното лечение на шизофрения, а през 1922 преминава обучителна анализа с Еугения Соколницка в клиниката за психични разстройства „Св. Ана“.
Лафорг взема участие в организирането на първата конференция на психоаналитици франкофони в Швейцария (1926), който става прототип на Конгреса на психоаналитиците на франкофонията (Le Congres де Psychanalystes де ла Langue Francaise), който се провежда ежегодно.
През ноември 1926 г., с подкрепата на Мари Бонапарт, основава Парижкото психоаналитично общество (ППО) като е избран за председател, а през 1927 основава „Френски вестник за психоанализа“ (La Revue Francaise де Psychanalyse). През 1945 г. е изгонен от ППО заради сътрудничество с органите на нацистите по време на окупацията на Франция (1940 – 1944). С група от колеги лекари той емигрира в Мароко, която е под протектората на Франция и Испания, където систематично прилага методите и техниката на психоанализата в терапевтичната работа с арабско-мюсюлманското население и по този начин инициира появата на психоаналитичната практика в страната.
В творбите си, Лафорг отделя голямо внимание на изучаването на вината, чувството на неудовлетвореност и проблемите на семейните неврози.
Умира на 6 март 1962 година в Париж на 67-годишна възраст.

### За него
- Alain de Mijolla, Freud et la France, 1885 – 1945, Presses Universitaires de France, 2010 (ISBN 2-13-054515-7)
- M.O. Poivet, René Laforgue. Sa place originale dans la naissance du mouvement psychanalytique français. (1978). dirigé par André Bourguignon (Université de Paris Val-de-Marne, Créteil).
- Martine Lilamand, René Laforgue, fondateur du mouvement psychanalytique français. Sa vie, son œuvre. (1980). dirigé par André Bourguignon (Université de Paris Val-de-Marne, Créteil).
- Annick Ohayon, Psychologie et psychanalyse en France. L'impossible rencontre 1919 – 1969, Ed. La Découverte, 2006, ISBN 2-7071-4779-6